# La Maison aux images
Pour plus de détails, voir Fiche technique et Distribution.
La Maison aux images est un court métrage français réalisé  par Jean Grémillon, sorti en 1955.

## Synopsis
Description des techniques utilisées par les artistes de l'atelier de gravure de Roger Lacourière, dans le quartier Montmartre à Paris.

## Fiche technique
- Titre : La Maison aux images
- Réalisation : Jean Grémillon
- Photographie : Louis Page
- Musique : Jean Grémillon (interprétée par Hélène Boschi)
- Montage : Jean-Loup Lévi-Alvarez
- Production : Les Films du Dauphin (Christiane Grémillon)
- Pays d'origine : France
- Format : 1.37 - Mono
- Genre : Documentaire
- Durée : 19 minutes
- Date de sortie : 1955